# جوبیلاتریکس ۶۵۲

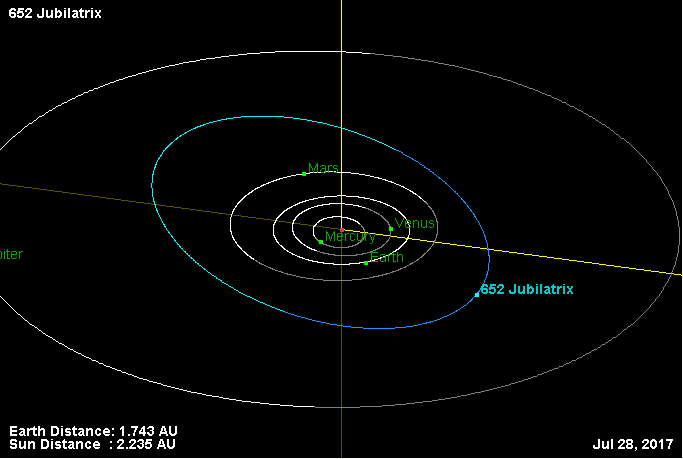
نمایی از محل قرارگیری سیارک جوبیلاتریکس ۶۵۲ در مدار – ۲۰۱۷

سیارک ۶۵۲ (به انگلیسی: 652 Jubilatrix، نامگذاری:1907AU) ششصد و پنجاه و دومین سیارک کشف شده‌است که در ۴ نوامبر ۱۹۰۷ و در وین کشف شد.
قدر مطلق سیارک برابر ۱۱٫۴۰ است.